# Nortjärnen, Medelpad
Nortjärnen är en sjö i Sundsvalls kommun i Medelpad och ingår i Ljungans huvudavrinningsområde. Sjön är 11,2 meter djup, har en yta på 0,087 kvadratkilometer och befinner sig 265,2 meter över havet. Sjön avvattnas av vattendraget Linån.

## Delavrinningsområde
Nortjärnen ingår i det delavrinningsområde (690664-155213) som SMHI kallar för Utloppet av Väster-Långedsjön. Medelhöjden är 252 meter över havet och ytan är 17,58 kvadratkilometer. Det finns inga avrinningsområden uppströms utan avrinningsområdet är högsta punkten. Linån som avvattnar avrinningsområdet har biflödesordning 3, vilket innebär att vattnet flödar genom totalt 3 vattendrag innan det når havet efter 41 kilometer. Avrinningsområdet består mestadels av skog (83 procent). Avrinningsområdet har 0,36 kvadratkilometer vattenytor vilket ger det en sjöprocent på 2 procent.